# Robin Carpenter
Robin Carpenter (Filadelfia, 20 giugno 1992) è un ciclista su strada statunitense che corre per il team L39ION of Los Angeles, attivo in formazioni UCI dal 2012.

## Palmarès

### Strada
- 2013 (Hincapie Sportswear, una vittoria)

3ª tappa Joe Martin Stage Race
- 2014 (Hincapie Sportswear, una vittoria)

2ª tappa USA Pro Cycling Challenge (Aspen > Crested Butte)
- 2015 (Hincapie Racing Team, una vittoria)

2ª tappa San Dimas Stage Race
- 2016 (Holowesko Citadel, quattro vittorie)

1ª tappa Cascade Cycling Classic
Classifica generale Cascade Cycling Classic
2ª tappa Tour of Utah (Escalante > Torrey)
Classifica generale Tour of Alberta
- 2017 (Holowesko Citadel, cinque vittorie)

2ª tappa San Dimas Stage Race
4ª tappa Joe Martin Stage Race (Fayetteville > Fayetteville)
Classifica generale Joe Martin Stage Race
Winston-Salem Cycling Classic
Classifica generale Cascade Cycling Classic
- 2021 (Rally Cycling, una vittoria)

2ª tappa Tour of Britain (Sherford > Exeter)

### Altri successi
- 2017 (Holowesko Citadel)

Classifica a punti Joe Martin Stage Race
Classifica a punti Tour de Beauce
- 2018 (Rally Cycling)

Classifica scalatori Deutschland Tour
- 2019 (Rally UHC Cycling)

Classifica scalatori Tour de Luxembourg
- 2023 (L39ION of Los Angeles)

5ª tappa Redlands Bicycle Classic (Redlands > Redlands)
- 2024 (L39ION of Los Angeles)

Buzz the Tower

## Piazzamenti

### Competizioni mondiali
Ponferrada 2014 - Cronometro Under-23: 23º
Ponferrada 2014 - In linea Under-23: 57º
Doha 2016 - In linea Elite: 53º
Fiandre 2021 - In linea Elite: ritirato